# Seznam netrzajnih topov
Seznam netrzajnih topov.

## Seznam

### L
- L6 WOMBAT kal. 120 mm
- LG40 kal. 10,5 mm

### M
- M20 (netrzajni top) kal. 75 mm
- M40 (netrzajni top) kal. 106 mm

### P
- PV-1110 kal. 90 mm